# 护舷系统

## 船用护舷系统 （Marine Fender System）

### 序言
在现代船运行业中，为了让船舶在靠岸或进行两船旁靠时以可控的方式释放船舶动能，从而避免船舶或码头的损坏，一般在码头或船上布置船用护舷系统（简称护舷系统），以护舷系统的可控压缩过程来实现动能的有序释放。
原始的护舷装置都是一些通用材料，如木材、轮胎等。现代护舷系统随着现代船运行业的急速发展在20世纪后页从材料和设计上都逐步专业化，并出现了具有靠岸冲击监测功能的智能护舷系统。
目前已经船用护舷系统业内一般采用多种材料来构建护舷系统，其中主要以橡胶，发泡的泡沫，气囊，塑料，液压油缸等弹性体作为变形过程中的吸能材料，如有必要再以钢构防冲板作为船舶与护舷系统之间的冲击接触面并覆盖高分子塑料材料以减少摩擦，然后再辅以以链条或运动限制装置来控制护舷系统的运动范围。
护舷系统的设计一般根据每个码头和船的具体要求，参照国际标准，结合设计人员的经验来进行，其考虑因素包括船舶因素，码头结构因素，靠岸方式因素，以及环境影响因素等。
智能护舷系统，也称为船舶靠岸冲击监测系统，是通过在普通护舷系统上安装运动，应力或气压传感器，通过监测护舷系统的运动过程或压力，实现船舶动能量估算，码头结构冲击力监测，以及靠岸事故和护舷系统损坏报警等功能。

### 护舷系统的设计
护舷系统的设计是一个较复杂的过程，需要考虑的变量很多，可以用很多种不同的方式，以不同的成本，不同的合理程度，达到类似的目的，因此目前在世界范围内还没有出现一个设计规范能让护舷系统的设计标准化，大部分设计程序还是需要依赖护舷系统专业设计人员的经验来实现。目前全世界最主流的设计规范是国际航运协会 (PIANC) 出版的 “Guidelines for the Design of FenderSystems: 2002  Report of Working Group 33- MARCOM，Appendix A，Procedure to Determine and Report thePerformance of Marine Fenders“，此外还有英国国家标准（BIS），日本国家标准( JIS )，欧洲标准( EURO CODE)等
护舷设计的一般有四个步骤，首先是收集船舶，码头，靠岸，和环境因素信息，第二是确定最大船舶靠岸动能，第三是根据码头船舶的特质分别确定护舷弹性体，前部结构，和运动限制装置（可以有多种方案），最后是根据设计合理性及材料安装成本从各方案中选取最佳方案。

### 护舷系统弹性体
锥形护舷
这是一种锥台形状的橡胶护舷弹性体，具有可压缩比例很大，性能受压缩角度影响较小的特点，可安装钢构防冲板和运动限制装置

鼓型护舷
这是一种两头带有安装法兰的橡胶圆筒形护舷弹性体，具有可压缩比例较大，结构较稳定，性能受压缩角度影响较小的特点，可安装钢构防冲板和运动限制装置

组合型护舷
这是一种截面为平行四边形，长度可调节的线性橡胶护舷弹性体，具有压缩比例较大，单体简单可灵活组合安装方式的特点，可安装钢构防冲板和运动限制装置

拱形护舷
这是一种截面为拱形，长度可调节的线性橡胶护舷弹性体，具有压缩比例较大，简单高效的特点，可安装钢构防冲板和运动限制装置

圆筒形护舷
这是一种截面为圆环，长度可调节的线性橡胶护舷弹性体，可悬挂安装，适用于码头防护或两船旁靠

D 型护舷
这是一种截面为英文字母D形状，长度可调节的线性橡胶护舷弹性体，既可固定安装亦可悬挂安装，一般用于小型船舶，适用于码头防护或两船旁靠

方形护舷
这是一种截面为方形，可带可不带圆形，D形，或方形压缩腔，长度可调节的线性橡胶护舷弹性体，既可固定安装亦可悬挂安装，一般用于小型船舶，适用于码头防护或两船旁靠

泡沫漂浮护舷
这是一种可以漂浮在水面，橡胶材料外壳，泡沫材料内胆的圆筒形弹性体，适用于码头防护或两船旁靠

气囊式漂浮护舷
这是一种可以漂浮在水面，橡胶材料外壳，内充压缩空气的圆筒形弹性体，适用于码头防护或两船旁靠

聚氨酯漂浮护舷
这是一种可以漂浮在水面的聚氨酯橡胶材料的圆筒形弹性体，适用于码头防护或两船旁靠

液压气动式漂浮护舷
这是一种可以漂浮在水面或水下的，内部为调压空气和水的圆筒形弹性体，适用于码头防护或两船旁靠

合成塑料木方或塑料桩
这是一种方形，圆形，或圆环截面的，外层为高分子塑料，内层为发泡塑料，可加不同类型加强筋的合成塑料弹性体，适用于码头或漂浮护舷防护

### 护舷系统接触面
橡胶
小型护舷系统一般直接以橡胶表面与船直接接触

钢构
大型护舷系统一般装有钢构等前部结构，以扩大与船舶的接触面从而减少压强。同时为了减少船舶与护舷系统之间的侧向摩擦，一般在钢构与船的接触面覆盖超高分子塑料板。

高分子塑料（或超高分子塑料）
作为一种常用护舷功能面材，高分子塑料可直接安装作为滑动材料，或者安装在橡胶弹性体之上，或者覆盖在护舷系统钢构表面

### 护舷系统运动限制装置
护舷系统一般的设计范围是以垂直于码头平面的水平直线压缩为主，但实际应用中往往有平行于码头平面的直线运动和围绕三轴的转动运动出现。为了将这些运动限制在可控范围内，往往采用一种或多种钢制链条，直线运动滑道，或者运动导向铰链来实现此目的

### 护舷系统橡胶弹性体的生产
模压
即将橡胶人工放置在钢制模具内，经高温硫化成型的工艺

挤出（亦称为注入）
即将橡胶由挤出机注入钢制模具内，然后高温硫化成型的工艺

二次硫化
即将模压或者挤出的半成型制品，用其他模具二次成型的工艺